# Jämtkraterlav
Jämtkraterlav (Gyalecta kukriensis) är en lavart som först beskrevs av Räsänen, och fick sitt nu gällande namn av Räsänen. Jämtkraterlav ingår i släktet Gyalecta och familjen Gyalectaceae.  Arten är reproducerande i Sverige. Inga underarter finns listade i Catalogue of Life.